# Oliver Oakes
Oliver "Oli" Oakes, född 11 januari 1988, är en brittisk före detta racerförare, entreprenör och teamchef och direktör för Hitech GP. Han blev världsmästare i karting 2005, och var en gång en del av Red Bull Junior Team. Oakes tillkännagavs som stallchef för Alpine F1 efter Bruno Famins avgång i augusti 2024. Han kommer att leda laget under resten av säsongen 2024 och 2025 års Formel 1-världsmästerskap. Den 6 maj 2025 avgick han och blev ersatt av Flavio Briatore.
Oakes är son till Billy Oakes, grundaren och ägaren av det tidigare teamet Eurotek Motorsport i Formel Renault och Brittiska F3-mästerskapet. Han utbildades vid King's Ely. Han började med karting vid 4 års ålder.